# Dwight Walton
Pour les articles homonymes, voir Walton.
Dwight Walton, né le 25 mars 1965, à Montréal au Canada, est un ancien joueur canadien de basket-ball. Il évolue durant sa carrière au poste d'ailier.

## Palmarès
- 3e du championnat des Amériques 1988